# Bundesregierung Dollfuß II/Schuschnigg I
Die österreichische Bundesregierung Dollfuß II/Schuschnigg I war vom 21. September 1933 bis zum 14. Mai 1936 im Amt. Regierungschef war bis zu seiner Ermordung am 25. Juli 1934 Engelbert Dollfuß und ab dem 29. Juli 1934 Kurt Schuschnigg.
Offiziell hieß die Republik Österreich nach Inkrafttreten der Maiverfassung vom 1. Mai 1934 bis zum „Anschluss“ im März 1938 Bundesstaat Österreich, diese Epoche der österreichischen Geschichte wird auch als Austrofaschismus bezeichnet (siehe Ständestaat (Österreich)).
| Amt | Amtsinhaber | Partei                  |
| --- | --- | ----------------------- |
| Bundeskanzler | Engelbert Dollfuß (bis 25. Juli 1934)                                                                                  | VF                      |
| Bundeskanzler | Kurt Schuschnigg (ab 29. Juli 1934)                                                                                    | VF                      |
| Vizekanzler | Emil Fey (bis 1. Mai 1934)                                                                                             | VF                      |
| Vizekanzler | Ernst Rüdiger Starhemberg (ab 1. Mai 1934)                                                                             | VF                      |
| mit der sachlichen Leitung der Angelegenheiten der körperlichen Ertüchtigung betraut                                                                | Ernst Rüdiger Starhemberg (17. Mai 1934 bis 17. Oktober 1934 und ab 29. Oktober 1934)                                  | VF                      |
| mit der sachlichen Leitung der Angelegenheiten des Sicherheitswesens betraut                                                                        | Ernst Rüdiger Starhemberg (30. Juli 1934 bis 17. Oktober 1935)                                                         | VF                      |
| mit der sachlichen Leitung der Angelegenheiten des Sicherheitswesens betraut                                                                        | Eduard Baar-Baarenfels (ab 17. Oktober 1935)                                                                           | Heimwehr                |
| mit der sachlichen Leitung der Angelegenheiten der Verfassungs- und Verwaltungsreform betraut                                                       | Otto Ender (bis 10. Juli 1934)                                                                                         | CSP (ab 1. Mai 1934 VF) |
| mit der sachlichen Leitung der Angelegenheiten der inneren Verwaltung betraut                                                                       | Robert Kerber (bis 10. Juli 1934)                                                                                      | LB                      |
| mit der sachlichen Leitung der Angelegenheiten der inneren Verwaltung betraut                                                                       | Eduard Baar-Baarenfels (ab 17. Oktober 1935)                                                                           | Heimwehr                |
| mit der sachlichen Leitung der administrativen Angelegenheiten des Bundesamts für Statistik betraut                                                 | Robert Kerber (ab 1. Mai 1934)                                                                                         | LB                      |
| | Richard Schmitz (16. Februar 1934 bis 10. Juli 1934)                                                                   | CSP (ab 1. Mai 1934 VF) |
| mit der sachlichen Leitung der Angelegenheiten des Sicherheitswesens und der zum Wirkungsbereich der Abteilung 4 gehörenden Angelegenheiten betraut | Emil Fey (1. Mai 1934 bis 10. Juli 1934)                                                                               | VF                      |
| mit der sachlichen Leitung der Angelegenheiten der inneren Verwaltung betraut                                                                       | Emil Fey (ab 30. Juli 1934)                                                                                            | VF                      |
| mit der sachlichen Leitung der Angelegenheiten der Bekämpfung staatsgefährlicher Bestrebungen in der Privatwirtschaft betraut                       | Emil Fey (ab 28. September 1934)                                                                                       | VF                      |
| Bundesminister für die auswärtigen Angelegenheiten                                                                                                  | Egon Berger-Waldenegg (ab 29. Juli 1934)                                                                               | VF                      |
| mit der sachlichen Leitung der die Gesetzgebung über die berufsständische Neuordnung vorbereitenden Tätigkeit der Bundesministerien betraut         | Odo Neustädter-Stürmer (10. September 1934 bis 17. Oktober 1935)                                                       | Heimwehr                |
| | Karl Buresch (17. Oktober 1935 bis 30. Jänner 1936)                                                                    | VF                      |
| Bundesminister für Justiz | Kurt Schuschnigg (mit der Leitung betraut bis 10. Juli 1934)                                                           | VF                      |
| Bundesminister für Justiz | Egon Berger-Waldenegg (10. Juli 1934 bis 17. Oktober 1935; ab 29. Juli 1934 mit der Fortführung der Geschäfte betraut) | VF                      |
| Bundesminister für Justiz | Robert Winterstein (ab 17. Oktober 1935)                                                                               | VF                      |
| Bundesminister für Unterricht | Kurt Schuschnigg (ab 29. Juli 1934 mit der Leitung betraut)                                                            | VF                      |
| Bundesminister für soziale Verwaltung | Richard Schmitz (bis 16. Februar 1934)                                                                                 | CSP                     |
| Bundesminister für soziale Verwaltung | Odo Neustädter-Stürmer (16. Februar 1934 bis 17. Oktober 1935)                                                         | Heimwehr                |
| Bundesminister für soziale Verwaltung | Josef Dobretsberger (ab 17. Oktober 1935)                                                                              | parteilos               |
| Bundesminister für Finanzen | Karl Buresch (bis 17. Oktober 1935)                                                                                    | VF                      |
| Bundesminister für Finanzen | Ludwig Draxler (ab 17. Oktober 1935)                                                                                   | VF                      |
| Bundesminister für Land- und Forstwirtschaft | Engelbert Dollfuß (bis 25. Juli 1934; mit der Leitung betraut)                                                         | VF                      |
| Bundesminister für Land- und Forstwirtschaft | Ernst Rüdiger Starhemberg (26. Juli 1934 bis 29. Juli 1934; mit der Leitung betraut)                                   | VF                      |
| Bundesminister für Land- und Forstwirtschaft | Josef Reither (29. Juli 1934 bis 17. Oktober 1935)                                                                     | VF                      |
| Bundesminister für Land- und Forstwirtschaft | Ludwig Strobl (ab 17. Oktober 1935)                                                                                    | VF                      |
| Bundesminister für Handel und Verkehr | Fritz Stockinger | CSP (ab 1. Mai 1934 VF) |
| Bundesminister für Heereswesen | Engelbert Dollfuß (mit der Leitung betraut bis 12. März 1934 & von 10. Juli 1934 bis 25. Juli 1934)                    | VF                      |
| Bundesminister für Heereswesen | Alois Schönburg-Hartenstein (12. März 1934 bis 10. Juli 1934)                                                          | parteilos               |
| Bundesminister für Heereswesen | Ernst Rüdiger Starhemberg (26. Juli 1934 bis 29. Juli 1934; mit der Leitung betraut)                                   | VF                      |
| Bundesminister für Heereswesen | Kurt Schuschnigg (mit der Leitung betraut ab 29. Juli 1934)                                                            | VF                      |